# Робер Пол (атлетичар)
Робер Пол (фр. Robert Paul; Биганос, 20. април 1910 — Песак, 15. децембар 1998) бивши је француски мултидисциплинарни атлетичар. Освојио је 12 националних титула, у четири различите дисциплине, спринта и скокова.
Каријеру је почео у локалном клубу из Бегла крајем 1920-их, наставио у Расингу из Париза средином тридесетих година прошлог века, и поново у Беглу током рата.
Први наступ на међународној сцени имао је 1934. на 1. Европском првенстви 1934. у Торину. У трци на 100 метара, са непознатим временом, заузео је треће место у квалификационој групи и квалификовао за полуфинале. У другом полуфиналу, са временом 11,0 секунди, завршио је последње, шесто место. У скоку удаљ завршио је четврти са резултатом од 7,16 метара. Са штафетом 4 х 400 метара, Пол је трчао у првој смени. У финалу је освојено друго место уз нови француски рекорд 3:15,6. Штафета је трчала у саставу:Робер Пол. Серж Гијез, Ремон Боасе и Пјер Скавински.
Представљао је Француску и на 11. Летњим оимпијским играма 1936. у Берлину, где је учествовао у три дисциплине атлетских такмичења. У трци на 100 метара, са временом од 11,0 сек, заузео је треће место у квалификационој групи, што је значило крај такмичења, јер су прва двојица ишла даље.. У скоку удаљ Пол је скоком од 7,34 м, освојио осмо место. Са штафетом 4 х 100 метара је трчао у четвртој измени. У квалификацијама, Французи су заузели пето место у 2 квалификационој групи са временом 42,6, што их је избацило из даљег такмичења..
Робер Пол је у више наврата обарао рекорде у Француској; Његов последњи рекорд у скоку удаљ од 7,70 м постигнут 1935, померен је после 25 година касније 1960. на 7,73 метра.

## Значајнији резултати
- 25 пута био у А селекцији Француске од 1929. до 1937.
- 7 пута рекордер Француске у скоку удаљ у трајању од 28. година,
- Другопласирани на Европском првенству 1934. са штафетом 4 х 400 метара,
- Четрти у скоку удаљ на Европском првенству 1034. у Торину.
- Победник првенства Уједињеног Краљевства у скоку удаљ 1934. и 1935.
- Првак Француске на 100 метара 1934, 1935. и 1936.
- Првак Француске на 200 метара 1933,
- Првак Француске у скоку удаљ 6 пута 1931—1937.
- Првак Француске у троскоку 1936. и 1937.